# God Bless the Child
God Bless the Child ist ein Song von Billie Holiday und Arthur Herzog Jr.  aus dem Jahre 1941, der sich zum Jazzstandard entwickelte.

## Kennzeichen des Songs
Der in mittlerem Temp interpretierte Song ist in der Liedform AABA aufgebaut, wobei die A-Teile alle in einer Dur-Tonart und der B-Teil in einer moll-Tonart gehalten ist. Die Harmoniefolge baut auf einer Serie von Plagalkadenzen (IV-I) auf. Der im A-Teil enthaltene auf zehn Takte verkürzte Blues-Chorus gibt dem Stück etwas von dem „faszinierenden Charakter einer archaischen Folk-Blues-Nummer.“
Billie Holiday sang den Song 1941 zum ersten Mal in einem bluesigen Parlando mit einem extrem verzögerten Timing. Der Titel bezieht sich auf einen Bibelvers (Lukas-Evangelium Kapitel 2, Vers 40). Allerdings heißt es im Liedtext: „Mama may have, Papa may have, but God bless the child that's got his own!“

## Entstehungsgeschichte
Der Song entstand zu der Zeit, als die amerikanische Verwertungsgesellschaft ASCAP von den Radiostationen bestreikt wurde; für Rundfunkauftritte mussten die Künstler daher auf Songs zurückgreifen, deren Urheber keine ASCAP-Mitglieder waren. Über die Entstehung von God Bless the Child gibt es zwei Versionen, die von Arthur Herzog und die von Billie Holiday.
Herzog erinnert sich wie folgt an die Entstehung des Songs: „Sie sollte mir irgendeine altmodische Redewendung aus dem Süden liefern, aus der man einen Song machen konnte, so was wie ‚Water Boy‘. Sie kratzte sich am Kopf, und es fiel ihr absolut nichts ein. Im Gespräch kamen wir auf ihre Mutter, Sadie, und dass sie nun ohne Konzession ein Spätrestaurant eröffnen wollte, und deshalb von Billie ständig Geld verlangte, und dass Billie keine Lust hatte, ihr ständig welches zu geben. Und plötzlich platzte es wütend aus ihr raus: "God bless the child!". Und ich meinte: "Billie, was bedeutet das denn?" Sie antwortete: "Also, weißt du, üblicherweise sagen wir das, wenn deine Mutter Geld hat, deine Schwester Geld hat, dein Cousin Geld hat, aber solange du keins hast, Gott segne das Kind, das sein eigenes hat." Und ich drauf: "Genau das is’ es, Billie!" Und wir haben für den Song, wie er heute existiert, gerade einmal zwanzig Minuten gebraucht.“ Für diese (minimale) Beteiligung und dafür, dass sie den Song aufnahm, überschrieb Herzog ihr 50 % der Urheberrechte.
Holidays Version zufolge hatte ihre Mutter keineswegs Geld verlangt, sondern wollte selbst keines herausrücken. Darüber habe sie sich so geärgert, dass in ihr über Wochen das Lied entstand und immer weiter reifte. Dann sei sie auf Herzog zugegangen und habe es ihm vorgesungen, der es dann Note für Note auf dem Klavier zusammensuchte und zu Papier brachte.

## Wirkungsgeschichte
Die Interpretation durch Billie Holiday war so erfolgreich, dass God Bless the Child später von vielen Musikern gecovert wurde; allerdings haben sich Vokalistinnen zu Holidays Lebzeiten gescheut, den Song zu singen. Zu nennen sind Cover-Versionen von Lou Rawls (1962), Ella Fitzgerald, Carmen McRae, Gladys Knight, Abbey Lincoln, Ernestine Anderson, Diane Schuur, Aretha Franklin, Sondra Williams, Richie Havens und Stevie Wonder.
Der Song wurde auch von zahlreichen Instrumentalisten wie Eric Dolphy (der zwischen 1961 und 1963 das Stück fünfmal präsentierte), Sonny Rollins (1962), Freddie Hubbard oder Blood, Sweat & Tears interpretiert, selbstverständlich auch von Holidays letztem Pianisten, Mal Waldron, gemeinsam mit Jackie McLean (1976). Weitere Saxophonisten wie Stanley Turrentine (1963, 1995), Archie Shepp, Heinz Sauer oder David Murray nahmen sich des Songs ebenso an wie Wes Montgomery oder Keith Jarrett.
Zudem gibt es eine Version von Lisa Simpson auf dem Simpsons-Album The Simpsons Sing the Blues Schließlich bildete er sogar die Grundlage für ein Kinderbuch, in dem der Text von Holiday auf die Geschichte einer Familie in der großen Depression bezogen und von Jerry Pinkney illustriert wird.
Der Song wurde 1976 in die Grammy Hall of Fame aufgenommen und ist Bestandteil der Liste Songs of the Century, die 2001 von der Recording Industry Association of America veröffentlicht wurde.

## Diskographische Hinweise
- The Quintessential Billie Holiday, Vol. 9 (Columbia)
- Carmen McRae Sings Lover Man and Other Billie Holiday Classics (Columbia CS-8530)